# Франсуа Луи (граф д’Аркур)
Франсуа Луи Лотарингский (1623, Париж — 27 июня 1694, Франция) — французский аристократ, граф д’Аркур (1666—1694). Также носил титулы: графа де Рьё, Рошфор и Монлор, маркиза де Мобек и барона де Абени.

## Биография
Представитель рода Гизов, младшей линии Лотарингского дома. Третий сын Шарля II де Гиза (1596—1657), 2-го герцога д’Эльбёф, и Екатерины Генриетты де Бурбон (1596—1663), мадемуазели де Вандом, незаконнорождённой дочери короля Франции Генриха IV Бурбона и его фаворитки Габриэль д’Эстре.
С юности носил титул принц д’Аркур, позднее после смерти своего дяди Генриха Лотарингского стал графом д’Аркур (1666).
Член дома Гизов, основателем которого был Клод Лотарингский, 1-й герцог де Гиз, сын герцога Лотарингского Рене II де Водемона. во Франции Гизы считались иностранными принцами, находясь по рангу ниже чем члены королевской семьи и принцы крови.
Его кузенами по отцу были Филипп де Лоррен-Арманьяк (миньон Филиппа, герцога Орлеанского) и граф Луи д’Арманьяк. Его кузенами по материнской линии были король Франции Людовик XIV и герцог Орлеанский.

## Брак и дети
В июле 1645 года в Париже в Пале-Рояле женился на Анне д’Орнано (ум. 1695), графине де Монлор и маркизе де Мобек. Дети:
- Франсуа Лотарингский, бастард д’Аркур (до 1645 — ок. 1694), не был женат
- Мария Анжелика Генриетта Лотарингская (ок. 1646 — 20 июня 1674), муж с 1671 года Нуно Алвареш Перейра де Мело (1638—1725), 1-й герцог Кадаваль
- Альфонс Анри Шарль Лотарингский (14 августа 1648 — 19 октября 1718), граф д’Аркур (1694—1718)
- Цезарь Латарингский (ок. 1650 — 31 июля 1675), граф де Монлор, не был женат
- Мария Анна Лотарингская (1657 — 2 октября 1699), аббатиса Монмартра (с 1685)
- Шарль Лотарингский (1661 — 23 марта 1683), аббат д’Аркур, не был женат.

Их старший сын Франсуа, рождённый вне брака, был узаконен только в 1694 году. У супругов было шесть детей, двое из которых имели потомство. Его старшая дочь Мария Анжелика стала женой португальского аристократа, герцога Кадаваля и умерла при родах, а другая дочь Мария Анна стала настоятельницей в Монмартре 1685 году.
В январе 1694 года 69-летний Франсуа Луи скончался, пережив свою жену на год. Ему наследовал второй сын Альфонс Анри.